# La Paloma (piosenka)
La Paloma (hiszp. gołębica) – popularna piosenka. 
Nagrywana i wykonywana przez wielu artystów w ostatnich 140 latach. Została napisana przez hiszpańskiego kompozytora Sebastiána Iradiera po jego wizycie na Kubie w 1861. Iradier skomponował La Paloma około 1863 roku, dwa lata przed swoją śmiercią w Hiszpanii, nieświadom przyszłej popularności piosenki. 
Piosenka ma charakterystyczny rytm typowy dla kubańskiej habanery. La Paloma szybko stała się popularna w Meksyku i na całym świecie. W kilku miejscach – Hiszpanii, Meksyku, Hawajach, Niemczech, Rumunii i Zanzibarze jest uznawana za melodię  ludową. 
Habanera i La Paloma miała wpływ na wczesny rozwój tanga i jazzu.